# Akhara
Akhara ou akhada (sanskrit et hindi : अखाड़ा) a un sens très large en Inde. 
Par le passé, un akhara était un camp d'entraînement des sâdhus guerriers. Aujourd'hui, un akhara est une arène destinée au sport, un espace où se déroulent les combats sportifs, une salle de gymnastique, une sorte de monastère de sâdhus sédentaires, un lieu de campement durant les grands rassemblements religieux comme la Kumbh Mela. 
Au sens figuré, l'akhara est un champ de lutte. Par exemple, rajaniti ka akhara (hindi : राजनीति का अखाड़ा) signifie l'arène de la politique ou le champ de bataille politique. Les 13 organisations de sâdhus qui ont traditionnellement participé à la Kumbh Mela sont également appelées akhara. À ce titre, l'akhara est assimilé aux confréries ascétiques des sâdhus.

## Origines historiques
À l'origine, le sens d'akhara se référait à un lieu pour s'entraîner physiquement, pour s'entraîner aux armes. Ces akharas d'antan, n'étaient nullement destinés à être des centres d'apprentissage religieux même si beaucoup de sâdhus y pratiquaient de sévères austérités. Les akharas d'aujourd'hui attribuent leur origine à l'un des plus célèbres maîtres spirituels de l'hindouisme, Adi Shankara, au VIIIe siècle. En réalité, il est difficile d'arrêter une date qui marque la naissance des premiers akharas. Nous ne possédons[Qui ?] aucune sources historiques de l'histoire des différents akharas avant 1750. Une chose est certaine, l'akhara avait vocation de protéger le dharma hindou. Certains[Qui ?] pensent que les akharas se sont formés pour faire barrage aux conquêtes musulmanes des Indes. En 1200 après J.-C., le nombre de sadhus militants auraient augmenté considérablement pour s'organiser en un système de régiment appelé akhara. Pour autant que l'on puisse en juger, les premiers groupes religieux importants à prendre les armes après la conquête musulmane sont apparus parmi les yogis. Cette secte tire son origine du légendaire saint Gorakhnath ou Gorakshanatha, qui a probablement prospéré à la fin du XIIe ou au début du XIIIe siècle. Dans les faits, le premier affrontement armé bien documenté impliquant des sâdhus guerriers en Inde s'est produit sous le règne de l'empereur Akbar près de Thaneswar, dans le nord de l'Inde, vers 1567. Ce ne sont pas contre les musulmans qu'ils se sont battus. En effet, le combat ne s'est pas déroulée entre hindous et musulmans, mais entre deux ordres de sâdhus différents selon le livre de Nizam-ud-din Ahmad : les yogis et les Sannyasis.
Selon l'historien musulman de l'Inde médiévale tardive Nizamuddin Ahmad, deux ou trois cents à cinq cents yogis presque nus étaient plus nombreux que les sannyasis. L'empereur Akbar] a alors fait en sorte qu'un certain nombre de ses soldats s'enduisent de cendres pour se faire passer pour des sannyasis et ainsi épauler jusqu'à la victoire ces derniers contre la secte yogis. Il semble donc que les premiers akharas aient été créés moins pour des raisons religieuses que des luttes politique, pour défendre des intérêts locaux tels que les terres ou les trésors des temples.
La première source écrite sur la fondation des akharas se trouve écrite sur un manuscrit hindi du XIXe, A History Of Dasnami Naga Sanyasis, de Jadunath Sarkar qui présente une généalogie des chefs des six akharas. Selon Jadunath Sarkar, ce manuscrit (Pothi) lui a été  remis par un barde du Nirvani Akhara, qui prétend donner les dates de fondation des différents Akharas et certaines des batailles qu'ils ont menées. Ce livre se contente de raconter l'histoire telle qu'elle a été chantée traditionnellement de bouche à oreille au sein de cette famille de bardes. Jadunath Sarkar doute que le document soit historiquement fiable. À en juger par le papier, son écriture et la couleur de l'encre, le manuscrit ne peut avoir plus de 50 ans.

## Les Akahras reconnu par l'Akhil Bharatiya Akhara Parishad (ABAP)
Jusqu'à 2019, on[Qui ?] dénombrait traditionnellement 13 akharas reconnus en Inde qui participaient aux pèlerinages hindous comme la Kumbh Mela ou l'Ardh Kumbh Mela entre autres : sept akharas shivaïtes, trois akharas vishnouite, un akhara sikh et un udâsîna akhara. Udâsîna उदासीन signifie neutre, indifférent et s'applique aux sâdhus qui ne sont pas particulièrement attachés à une divinité comme Shiva ou Vishnu par exemple. Lors de l'Ardh Kumbh Mela de Prayagraj du 15 janvier au 4 mars 2019, s'est ajouté un quatorzième akhara, le Kinnar Akahara fondé par le hijra Laxmi Narayan Tripathi.
Les akharas sont représentés par l'Akhil Bharatiya Akhara Parishad (ABAP), l'une des organisations des Saints et des sâdhus. Voici une brève description des 14 akharas reconnus par l'ABAP :

### Les sept akharas shivaïtes
Ce groupe d'akharas comprend les sadhûs shivaïtes, les adorateurs de Shiva marqué au front du tripundra (3 lignes horizontales de cendre sacrée vibhuti sur le front du fidèle, souvent avec un point bindu  बिन्दु en tant que symbole du troisième œil.), les disciples d'Adi Shankaracharya appelés les Dashanami Samnyasis. L'éducation religieuse et la formation aux armes sont dispensées dans les akharas de la secte shivaïtes. Lors des pèlerinages la Kumbh Mela ou l'Ardh Kumbh Mela, les sept akharas shivaïtes sont les premiers à prendre le bain le jour du Bain Royal Shahi Snan शाही स्नान. L'ordre dans lequel les akhadas accomplissent le rituel sacré en plongeant dans la rivièreest stricte : personne n'est autorisé à entrer dans la rivière sacrée avant que les akhadas shivaïtes aient fini leur Shahi Snan.

#### Mahânirvani Akhara
Mahânirvani (Sanskrit et Hindi : महानिर्वाणी) signifie « doté d'une grande libération ». Le Mahanirvani Akhara (Sanskrit et Hindi : अखाड़ा महानिर्वाणी) ou Shri Panchayati Akhada Mahanirvani (Sanskrit et Hindi : श्री पंचायती अखाड़ा महानिर्वाणी) pensent que leur origine remonte au VIIIe siècle. Le Mahânirvani Akhara est basé à Daraganj, dans la banlieue de Prayagraj, non loin du Triveni Sangam, Khandwa et Baroda. Le Mahanirvani Akhara est constitué principalement de Naga Sadhû (Hindi : नागा साधु) reconnaissable à leur nudité et leur corps couverts de cendre.

#### Atala Akhara
Atala (Sanskrit : अटल)  est un mot sanskrit qui signifie « inébranlable, résolu ou ferme ». L'Atala Akhara est basé à Varanasi, près des ghats de Dashashvamedha et possède de nombreux centres en Inde, notamment à Prayagraj, Baroda, Haridwar, Nashik, et Ujjain. il est aussi l'un des plus petits Akhara puisqu'il ne comporte que, il cinq cents sadhus environ en 2016. La divinité d'élection (ishta) de cet akhara est Ganesha.

#### Niranjani Akhara
Le Niranjani Akhara est le deuxième plus grand Akhara après Juna Akhara. Le siège du Niranjani Akhara est basé à Prayagraj. Il existe d'autres centres à Ujjain, Udaipur et Hardiwar, à Varanasi, Trimbak et Omkareshwar. L'ishta de cet akhara est Karttikeya.

#### Ananda Akhara
Ānanda (Sanskrit : आनन्द) est un mot sanskrit commun qui signifie « félicité, bonheur, joie, plaisir, joie, béatitude ». L'ishta de cet akhara est Surya. L'Ananda akhara est basé à Trimbak et possède plusieurs centres en Inde. De nombreux sadhus de cet akhara vivent à Varanasi. Tous les six ans, dans l'Ardh Kumbha Mela ou Purna Kumbha, les panchas (dirigeants) de cet akhara sont élus.

#### Juna Akhara
Juna (Sanskrit : जूना) est un mot hindi qui signifie vieux. Le Juna Akhara est considéré comme le plus ancien de tous les akharas, bien que d'autres sources disent qu'il a été fondé au XIe siècle de notre ère. L'ishta de cet akhara est Dattatreya, une incarnation combinée de Brahma, Vishnu, et Shiva. Cet akhara est basé à Varanasi et a de nombreuses branches et centres à travers l'Inde. Le Juna Akhara est le plus grand des akharas avec environ 500000 sadhus en 2019.

#### Avâhana Akhara
Le mot âvâhana (Sanskrit : आवाहन) ou signifie « invocation de déité » en sanskrit. l'Avahana Akhara est basé au Dashashvamedha Ghat à Varanasi et à des centres à Haridwar, Nashik, Ujjain et Junagadh. Les sadhu d'Avahana Akhara ont deux divinités ishta : Ganesha et Dattatreya. On croit que les deux se sont manifestés à la suite de l'invocation (âvâhana).

#### Agni/Panchagni Akhara
Agni (Sanskrit : अग्नि) est le premier mot de la samhita du Rig Veda. c'est le nom de la divinité du feu védique. Le mot sanskrit panchagni signifie cinq feux. Le Panchagni Akhara est basé dans le village de Bhavnath à Junagadh et a des centres à plusieurs autres endroits en Inde. l'akhara est relativement petit et a environ quatre à cinq mille sadhus et saint.

### Les trois akhara vishnouites
Ce groupe d'akharas comprend les sadhûs vishnouite, les adorateurs de Vishnou marqué au front d'une marque verticale, l'Urdhva Pundra  Les akharas vishnouite pratiquent également les armes et étudient vigoureusement les Saintes Écritures. Les trois akharas vishnouites sont aussi appelés anis. Ani (अण ou अनी) est un mot Awadhi qui signifie une armée.

#### Nirvâni Akhara
Le mot nirvâni (Sanskrit : नवाणी) signifie libéré. Le Nirvâni Akhara est basé à Hanumangarhi.

#### Digambra Akhara
Le mot digambara (दगबर) signifie être nu en sanskrit. Le Digambara Akhara aurait été fondé par Balaramadasa au XVIIIe siècle, d'autres affirment que sa formation remonte au XIVe siècle par Balanandacharya et Ramanandacharya.

#### Nirmohî Akhara
Le mot nirmohî (Sanskrit : नमह) signifie sans ignorance en sanskrit. Le Nirmohî Akhara compte environ 125 000 sadhus organisé à travers l'Inde. L'akhara est basée à Chitrakoot dans l'État d'Uttar Pradesh et possède des centres à Ayodhya, Nashik, Puri, Ujjain et Vrindavan.

### Udasina Akhara
Le mot sanskrit udâsîna (उदासीन) signifie indifférent, neutre, étranger, celui qui n'est ni ami ni ennemi, stoïque, philosophe, ascétique. Étymologiquement, le mot udâsîna s'est construit à partir de deux racines :  ud (Sanskrit : उद्) qui signifie au-dessus et âsîna (Sanskrit : आसीन) qui signifie assis. Comme leur nom l'indique, les sadhus udâsîna sont neutres. Ils ne sont ni shivaïtes ni vishnouites ni complètement hindous. Lors de la Kumbh Mela de Prayagraj, pendant la procession pour le Bain Royal Shahi Snan शाही स्नान, les akharas de l'Udasina Akhara font toujours leurs ablutions après les sept akharas shivaïtes et les trois akharas vishnouites. L'akhara aurait été fondé à la fin du XVIIIe siècle par Priyatamadasa Maharaja.

### Sikh Akhara
Depuis 2013, les sikhs participent à la Kumbh Mela. Il existe un seul akhara qui représente les sikhs, le Nirmala Akhara. Lors des processions, on[Qui ?] peut dorénavant apercevoir l'étendard des sadhus sikhs de Nirmala Akhara arbhorer le Ik Onkar ੴ, le symbole qui représente le principe central de la philosophie religieuse Sikh. Le sadhus de l'akhara évitent tous les intoxicants (alcool, tabac et drogue). Ils révèrent à la fois les textes hindous (Veda, Bhagavad-Gita, Upanishads) et les écritures sikhs (Guru Grantha Sahib).

#### Nirmala Akhara
Le mot nirmala (Punjabi : ਨਿਰਮਲੇ) signifie « ceux qui sont sans défaut », « sans pêché ». Le Shri Panchayati Akhara Nirmala ou Nirmala Akhara est basé à Kankhal (en) dans l'état d'Haridwar. L'Akhara comprend près de 15 000 individus. Les sadhus sikhs (les ascètes de la religion sikh) considère que le fondateur de leur sampradaya (sanskrit : सम्प्रदाय, signifie « tradition », « lignée spirituelle » ou « système religieux ») est Guru Nanak. Les sadhus sikhs du Nirmala Akhara sont reconnaissables à leurs robes de couleur orange, leur kesh et leur dastar orange (turban porté par les sikhs).

### Kinnar Akhara
Akahra fondé par fondé par le hijra Laxmi Narayan Tripathi. Le 20 janvier 2019, les membres de sa confrérie du Kinnar Akahara, sont devenus le premier groupe transgenre à se baigner au confluent du Gange sacré et de la Yamuna pendant la Kumbh Mela.